# Harold P. Brown
Harold Pitney Brown, född 16 september 1857, död 1944, var en amerikansk självlärd elektroingenjör och uppfinnare.
Brown var motståndare till att införa växelström i elnäten, på grund av dess förmenta farlighet, och stod på likströmsivrarnas sida i det så kallade strömkriget tillsammans med Thomas Edison. Han utförde plågsamma djurförsök, både i laboratorium och offentligt, för att visa faran med växelström.
Brown vidareutvecklade år 1886 den elektriska stolen.

## Fotnoter
1. ↑  Electrical distribution of heat, light and power av Harold Brown (Hathi Trust Digital Library)
2. ↑  Electrical Sheep av Alex Boese (Google Books)
3. ↑  The New Instrument of Execution av Harold Brown (Jstor)